# 北鮮海流
北鮮海流（ほくせんかいりゅう、英語: North Korean Current）は朝鮮民主主義人民共和国沿岸に沿って南西に向かう海流。これは日本海の西側に並んでいるリマン海流などの寒流系のうちもっとも明瞭なもので、流速は0.2 - 0.5ノットぐらいである。その起源は北朝鮮ないしウラジオ沖付近にあり、冬季の冷却によって形成される。朝鮮半島東岸を南下したのち、北緯37度から38度付近で対馬海流の支流である東鮮暖流と衝突し、日本海を横断した後に北緯40度付近で対馬海流に衝突する。